# Oxus connatus
Oxus connatus är en kvalsterart som beskrevs av Marshall 1929. Oxus connatus ingår i släktet Oxus och familjen Oxidae. Inga underarter finns listade i Catalogue of Life.